# 追留愛美
追留 愛美（おいとめ まなみ、1989年1月31日 - ）は埼玉県出身のファッションモデル。タンバリンアーティスツに所属していた。

## 来歴・人物
2002年、ローティーン向けファッション雑誌「ピチレモン」（学研）の第7回読者モデルオーディションで準グランプリを獲得、専属モデル（ピチモ）になる。2005年11月号で卒業。その後デザインアクセサリーをプロデュースした。
2007年12月で契約終了となった。

## 出演

### 書籍
- ピチレモン（学研、2002年9月号 - 2005年11月号）専属モデル

### 舞台
- 第1回茶風林プロディース公演「ベンケイ☆パンチ」スズ役
- ココスマイル4　〜金星のステージ〜（2005年、銀座博品館）なぎさ役

### スチル
- フラワーガーデン イメージモデル（2005年、ナルミヤ・インターナショナル）
- 大和ハウス 企業広告（2005年）

### CM
- ニンテンドーDS だれでもアソビ大全（2005年）